# The Modernaires

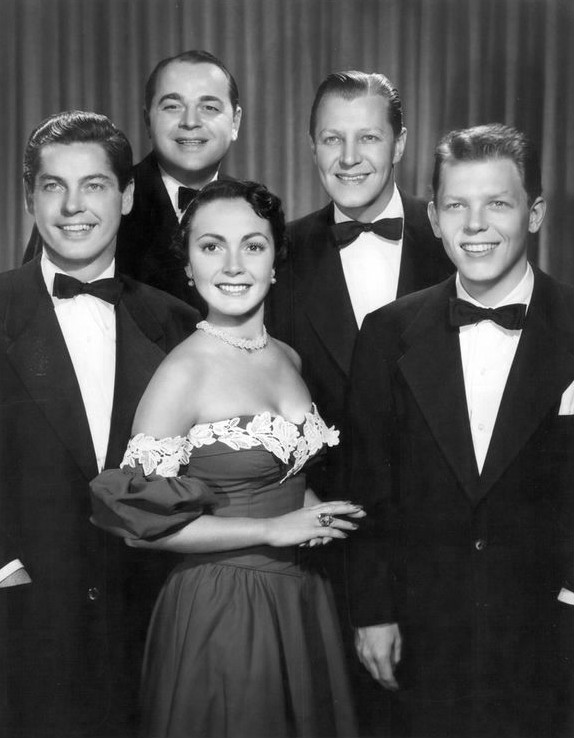
The Modernaires, CBS Radio Club 15 1951

The Modernaires sind eine Vokalgruppe des Swing. Sie sind besonders aus ihrer Zeit in den 1940er Jahren mit Glenn Miller bekannt. Sie beeinflussten die The Four Freshmen und über diese die Beach Boys und andere Vokalgruppen.

## Geschichte
The Modernaires begannen 1935 in Buffalo (New York) als Vokaltrio Three Weary Willies aus Hal Dickinson, Chuck Goldstein und Bill Conway (sie kannten sich von der High School), die zuerst beim Ted Fio Rito Orchestra und dann als Three Wizards of Ozzie bei Ozzie Nelson auftraten. 1936 vervollständigte Ralph Brewster das Vokalquartett, das sich nun Modernaires nannte. Es sang bei Fred Waring, Paul Whiteman (ab 1937 in dessen Radioshow) und ab 1939 im Orchester von Glenn Miller, der sie ursprünglich für die Aufnahme des Radioshow-Themas Make Believe Ballroom als It’s Make Believe Ballroom Time mit dem Text von Martin Block holte. Ab 1941 stieß Paula Kelly (1919–1992) dazu, Ehefrau von Hal Dickinson. Zu ihren Hits mit Glenn Miller zählen Juke Box Saturday Night, Chattanooga Choo Choo, Serenade in Blue, Kalamazoo und Moonlight Cocktails. Chuck Goldstein verließ 1942 die Modernaires und wurde durch Johnny Drake ersetzt.
Nach Millers Verschwinden nahmen sie auch Vokalversionen seiner Instrumentalhits auf. In den 1950er Jahren traten sie viel im Radio und Fernsehen auf, unter anderem bei Bob Crosby. Hal Dickinson (gestorben 1970) und Paula Kelly setzten die Modernaires als Teil des Glenn Miller Orchesters unter Leitung von Tex Beneke und allein bis in die 1970er Jahre fort (auch mit einem Auftritt im Film Die Glenn Miller Story). Ab 1950 waren sie auch Backing-Group von Frank Sinatra.
1978 trat Paula Kelly zurück und ihre Tochter Paula Kelly junior (die schon 1966 bis 1971 bei den Modernaires sang und mit ihren zwei Schwestern (Julie und Martha) in einem Vokaltrio The Kelly Sisters) übernahm die Band. Als sie 2012 starb, folgte ihr ihre Schwester Julie Dickinson in die Rolle des Lead Singers. Die Vokalgruppe singt bis heute (2012), wobei sie zum Glenn Miller-Repertoire zurückkehrte.
1999 wurden sie in die Vocal Group Hall of Fame aufgenommen.